# Galita
Galita of Zalita (Arabisch: جزيرة جالطة; Frans: La Galite) is een groepje Tunesische rotseilandjes in de Middellandse Zee. Alleen het hoofdeiland, dat 5,4 bij 2,9 km meet, is bewoond door enkele vissers. Naast het hoofdeiland liggen nog enkele kleine steile ontoegankelijke rotsen. De hoogste top is 391 m hoog. De eilanden liggen 38 km ten noorden van het vasteland van Tunesië.